# Кубок валлійської ліги з футболу 2023—2024
Кубок валлійської ліги 2023—2024 — 32-й розіграш Кубка валлійської ліги.

## Календар
| Раунд        | Дата                       | Матчі | Клуби   |
| ------------ | -------------------------- | ----- | ------- |
| Перший раунд | 21–25 липня 2023           | 14    | 46 → 32 |
| 1/16 фіналу  | 4–6 серпня 2023            | 16    | 32 → 16 |
| 1/8 фіналу   | 19 вересня – 3 жовтня 2023 | 8     | 16 → 8  |
| 1/4 фіналу   | 23 жовтня – 19 грудня 2023 | 4     | 8 → 4   |
| 1/2 фіналу   | 3–9 січня 2024             | 2     | 4 → 2   |
| Фінал        | 20 січня 2024              | 1     | 2 → 1   |

## Перший раунд
| Команда 1                     | Рахунок      | Команда 2               |
| ----------------------------- | ------------ | ----------------------- |
| 21 липня 2023                 |              |                         |
| Балган Драгонс (2)            | 1:3          | Аван Лідо (2)           |
| Черк ААА (2)                  | 0:1          | Денбай Таун (2)         |
| Абергейвенні Таун (2)         | 0:2          | Брітон Феррі (2)        |
| Кембріан-енд-Клайдеч-Вейл (2) | 2:2 пен. 3:4 | Кардіфф Сіті (2)        |
| Лланеллі Таун (2)             | 1:0          | Понтардаве Таун (2)     |
| Ратін Таун (2)                | 3:2          | Лландидно (2)           |
| 22 липня 2023                 |              |                         |
| Гойтр Юнайтед (2)             | 1:2          | Ллантвіт Майор (2)      |
| Кумбран Селтік (2)            | 2:2 пен. 0:2 | Таффс Велл (2)          |
| Кармартен Таун (2)            | 0:4          | Суонсі Сіті (2)         |
| Кайрсус (2)                   | 1:3          | Гвілсфілд (2)           |
| Голівелл Таун (2)             | 2:3          | Бангор Сіті (2)         |
| Портмадог (2)                 | 4:2          | Лланідлос Таун (2)      |
| Баклі Таун (2)                | 2:1          | Молд Александра (2)     |
| 25 липня 2023                 |              |                         |
| Амманфорд (2)                 | 2:0          | Абертіллері Блубедс (2) |

## 1/16 фіналу
| Команда 1             | Рахунок      | Команда 2              |
| --------------------- | ------------ | ---------------------- |
| 4 серпня 2023         |              |                        |
| Брітон Феррі (2)      | 3:1          | Ллантвіт Майор (2)     |
| Лланеллі Таун (2)     | 1:4          | Понтипрідд Юнайтед     |
| Престатін Таун (2)    | 1:1 пен. 4:1 | Флінт Таун Юнайтед (2) |
| Ратін Таун (2)        | 0:4          | Бала Таун              |
| Карнарвон Таун        | 2:2 пен. 2:4 | Портмадог (2)          |
| Пенібонт              | 1:1 пен. 4:5 | Аван Лідо (2)          |
| 5 серпня 2023         |              |                        |
| Баклі Таун (2)        | 3:0          | Денбай Таун (2)        |
| Бангор Сіті (2)       | 0:3          | Гресфорд (2)           |
| Беррі (2)             | 1:2          | Аберіствіт Таун        |
| Колвін-Бей            | 5:0          | Ейрбас (2)             |
| Нью-Сейнтс            | 2:1          | Коннас-Кі Номадс       |
| Суонсі Сіті (2)       | 3:1          | Карау Елі (2)          |
| Таффс Велл (2)        | 0:3          | Кардіфф Метрополітен   |
| Трефелін (2)          | 2:2 пен. 3:4 | Амманфорд (2)          |
| Ньютаун               | 1:1 пен. 3:4 | Гвілсфілд (2)          |
| 6 серпня 2023         |              |                        |
| Гейверфордвест Каунті | 0:4          | Кардіфф Сіті (2)       |

## 1/8 фіналу
| Команда 1          | Рахунок      | Команда 2            |
| ------------------ | ------------ | -------------------- |
| 19 вересня 2023    |              |                      |
| Амманфорд (2)      | 0:1          | Брітон Феррі (2)     |
| Аберіствіт Таун    | 0:1          | Понтипрідд Юнайтед   |
| Гвілсфілд (2)      | 1:0          | Бала Таун            |
| Нью-Сейнтс         | 4:1          | Портмадог (2)        |
| Баклі Таун (2)     | 0:1          | Гресфорд (2)         |
| Аван Лідо (2)      | 0:4          | Кардіфф Метрополітен |
| Суонсі Сіті (2)    | 1:1 пен. 5:3 | Кардіфф Сіті (2)     |
| 3 жовтня 2023      |              |                      |
| Престатін Таун (2) | 2:2 пен. 4:1 | Колвін-Бей           |

## 1/4 фіналу
| Команда 1            | Рахунок      | Команда 2          |
| -------------------- | ------------ | ------------------ |
| 23 жовтня 2023       |              |                    |
| Суонсі Сіті (2)      | 6:0          | Брітон Феррі (2)   |
| 24 жовтня 2023       |              |                    |
| Нью-Сейнтс           | 9:0          | Гресфорд (2)       |
| 25 жовтня 2023       |              |                    |
| Гвілсфілд (2)        | 1:1 пен. 3:0 | Престатін Таун (2) |
| 19 грудня 2023       |              |                    |
| Кардіфф Метрополітен | 1:0          | Понтипрідд Юнайтед |

## 1/2 фіналу
| Команда 1       | Рахунок      | Команда 2            |
| --------------- | ------------ | -------------------- |
| 3 січня 2024    |              |                      |
| Суонсі Сіті (2) | 0:0 пен. 5:4 | Кардіфф Метрополітен |
| 9 січня 2024    |              |                      |
| Гвілсфілд (2)   | 0:2          | Нью-Сейнтс           |

## Фінал
| Команда 1     | Рахунок | Команда 2       |
| ------------- | ------- | --------------- |
| 20 січня 2024 |         |                 |
| Нью-Сейнтс    | 5:1     | Суонсі Сіті (2) |